# Singafrotypa mandela
Singafrotypa mandela is een spinnensoort in de taxonomische indeling van de wielwebspinnen (Araneidae).
Het dier behoort tot het geslacht Singafrotypa. De wetenschappelijke naam van de soort werd voor het eerst geldig gepubliceerd in 2002 door Kuntner & Gustavo Hormiga.